# Zwings
Zwings ist ein Wohnplatz des Stadtteils Haidgau von Bad Wurzach.

## Lage
Der Weiler Zwings liegt an der der Bahnlinie von Bad Wurzach nach Kißlegg, verfügt jedoch über keine Haltestelle. Geografisch gehört Zwings zur Gemarkung Haidgau der Stadt Bad Wurzach und befindet sich unmittelbar an der Grenze zur Gemarkung Mittelurbach, die bereits zur Nachbarstadt Bad Waldsee gehört. Obwohl im Naturraum Riß-Aitrach-Platten gelegen, ist Zwings nur etwa 1,3 Kilometer von der Grenze zum Westallgäuer Hügelland entfernt. Der Ortsrand des Weilers liegt nur rund 150 Meter nordöstlich des Ortsrands von Mennisweiler. Zwings liegt rund zwei Kilometer nordwestlich des bekannten Rohrsees und direkt an der Landesstraße L300, die Bad Wurzach und Rossberg miteinander verbindet.

## Verkehrsanbindung
Zwings ist über die Landesstraße L314 an das überregionale Straßennetz angebunden. In nordöstlicher Richtung besteht über die B465 Anschluss an die A96 bei Leutkirch und weiter zum Autobahnkreuz Memmingen. Westlich führt die B465 zur B30 bei Unteressendorf mit Verbindungen nach Ulm und Friedrichshafen. Südwestlich ermöglicht die L314 die Anfahrt nach Ravensburg und zur B30 Richtung Bodensee. 

### Radverkehr
Direkt am Ort besteht keine Anbindung an einen Radweg. Jedoch ist über einen asphaltierten Weg durch eine Bahnschranke und ruhige Nebenstraßen der Radweg Bad Wurzach – Rossberg erreichbar.

### Öffentlicher Nahverkehr
In Zwings gibt es keinen Bahnhof, jedoch befinden sich Bushaltestellen im Ort, die eine Anbindung an den regionalen Busverkehr gewährleisten.

## Geschichte
- 1277 Erwähnung als Gezwingge.[Geschichte 1]
- 1277 bis 1291 Erwähnung als Niederadel.[Geschichte 1]
- 1730 Bau der Josefs-Kapelle Zwings[Geschichte 2]
- 1941: Einschmelzen der Glocke der Josefs-Kapelle zu Kriegszwecken.[Geschichte 3]

## Josefs-Kapelle Zwings

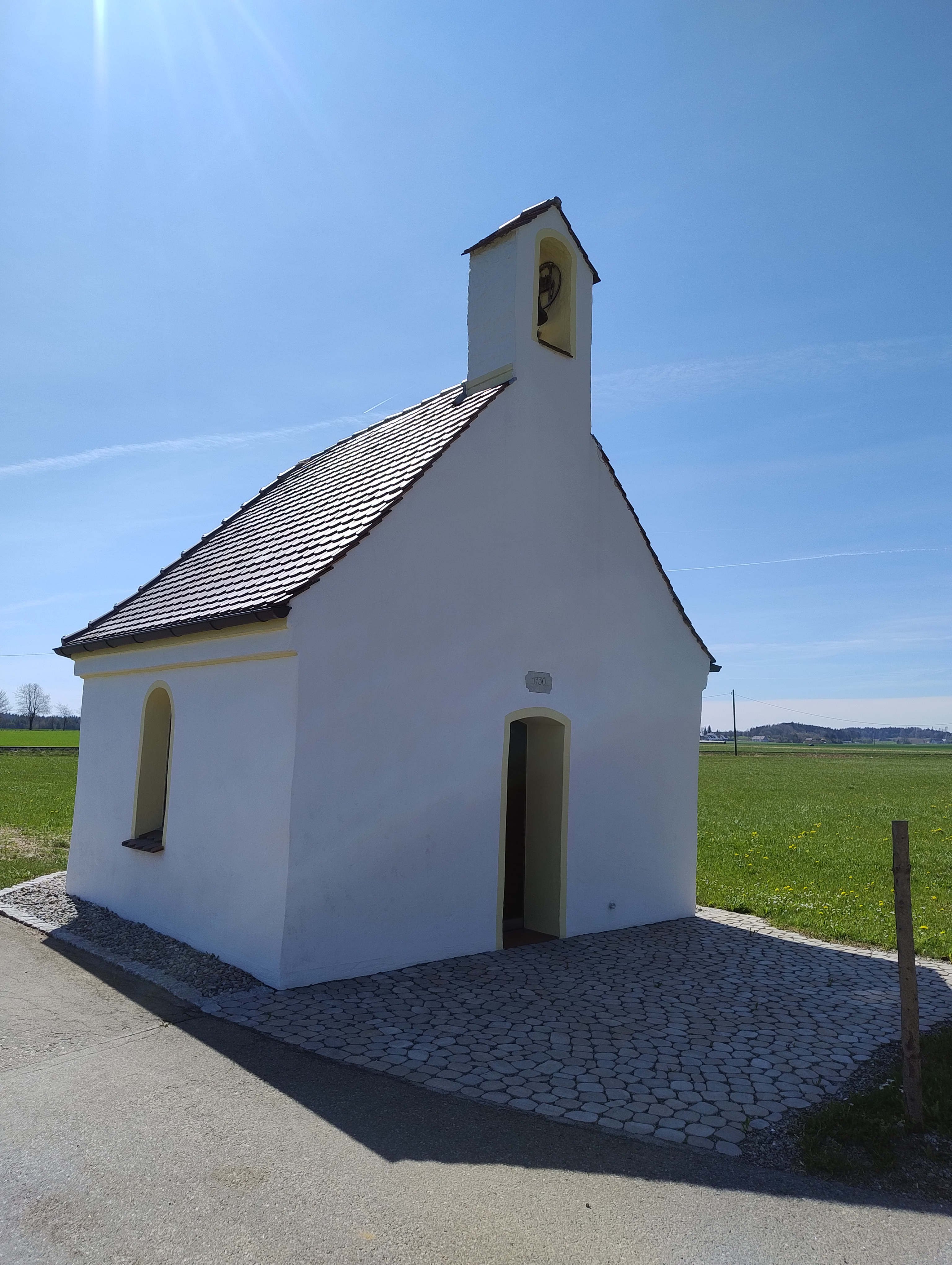
Josefs-Kapelle in Zwings

Die Josefskapelle aus dem frühen 18. Jahrhundert zeigt die enge Bindung der Bewohner von Zwings und der Haid.

## Forst
Innerhalb des Weilers Zwings gibt es keine geschlossenen Waldflächen, sondern lediglich vereinzelte Bäume oder kleine Baumgruppen. Lediglich das nördlichste Gebäude grenzt an das Waldgebiet Mergelgrube am Haisterkircher Rücken. Im nördlichen Teil wurden bei einer Streuobstkartierung vier etwa 8 bis 12 Meter hohe Bäume erfasst. Zwings gehört zum Forstrevier Bad Wurzach, und der Forstrettungspunkt RV-140 ist im Ort eingerichtet.

### Forstrevier
Zwings liegt im Forstrevier 52, das den Namen Bad Wurzach trägt und zum Forstamt Ravensburg gehört. Zum Forstrevier Bad Wurzach gehören die Orte Aichstetten, Aitrach, Bad Wurzach, Gospoldshofen und Seibranz.

### Rettungspunkt
In Zwings befindet sich ein KWF-Rettungspunkt (Kuratorium für Waldarbeit und Forsttechnik) mit der Bezeichnung RV-140, vollständig ausgeschrieben als DE-BW-RV-140.
Der KWF-Rettungspunkt RV-140 (DE-BW-RV-140) in Zwings liegt an der Abzweigung der L314 in Richtung Nordwesten.

## Karten
Auf dem Kartenblatt SO LXII 50 mit dem Stand von 1824 lässt sich bereits die heutige Anordnung der Höfe des Weilers Zwings erkennen.

### Lage
1. ↑  Karte: Kartenansicht - Daten- und Kartendienst der LUBW. Abgerufen am 9. April 2025.
2. ↑  Karte: Kartenansicht - Daten- und Kartendienst der LUBW. Abgerufen am 9. April 2025.

### Geschichte
1. 1 2  Zwings - Wohnplatz - Detailseite - LEO-BW. Abgerufen am 9. April 2025.
2. ↑  Sandra Baumann: Zwingser Josefs-Kapelle mit Maiandacht feierlich wiedereingeweiht. In: dieBildschirmzeitung. 2. Juni 2024, abgerufen am 9. April 2025.
3. ↑  Kirche und Kapellen - Seelsorgeeinheit Oberes Achtal Dekanat Allgäu-Oberschwaben. Abgerufen am 9. April 2025.
4. ↑  Kapelle Zwings 11 Bad Wurzach - Detailseite - LEO-BW. Abgerufen am 9. April 2025.

### Verkehrsanbindung
1. ↑  Radroutenplaner Baden-Württemberg. Abgerufen am 9. April 2025.
2. ↑  34 Ehrensberg - Molpertshaus - Mennisweiler - Bad Waldsee. Abgerufen am 9. April 2025.

### Forst
1. ↑  Karte: Kartenansicht - Daten- und Kartendienst der LUBW. Abgerufen am 9. April 2025.
2. ↑  Karte: Kartenansicht - Daten- und Kartendienst der LUBW. Abgerufen am 9. April 2025.
3. ↑  Wald - und Forstwirtschaft. Abgerufen am 9. April 2025.
4. ↑  Stefan Mies: Rettungspunkt: RV-140 in Wald und Forst. Abgerufen am 9. April 2025 (englisch).
5. ↑  Stefan Mies: Rettungspunkt: RV-140 in Wald und Forst. Abgerufen am 9. April 2025 (englisch).

### Sonstige
1. ↑  Kartenblatt SO LXII 50 Stand 1824 ca Brantweiner Hof Bad Wurzach Hegers Bad Wurzach Mennisweiler Bad Waldsee Zwings Bad - Detailseite - LEO-BW. Abgerufen am 9. April 2025.